# FoxTrot
Denna artikel handlar om den tecknade serien FoxTrot. För övriga betydelser av foxtrot, se detta uppslagsord
FoxTrot är en amerikansk tecknad serie av Bill Amend som handlar om familjen Fox liv med vardagsproblem och barn som kivas. Temat kan sägas vara vanliga familjekonflikter fast en smula mer absurda. FoxTrot publiceras i dagsstripsformat i många olika svenska tidningar, och har även återfunnits i serietidningarna Larson! och Ernie.

## Persongalleri
- Pappa Roger (i annan översättning – "Holger")
- Mamma Mona (på engelska Andy)
- Peter, äldsta brodern
- Pernilla (på engelska Paige), mellanbarnet
- Linus, minstingen (I annan översättning – Pontus, på engelska Jason)
- Dino, Linus/Pontus (Beror på vilken tidning man läser) husdjursleguan.